# Oki en Doki
Oki en Doki is een kinderboekenserie van Henri Arnoldus. Arnoldus schreef de verhalen in deze serie in 1956 en 1957. De omslag en de tekeningen zijn van Carol Voges en de boekjes werden uitgegeven door Uitgeverij De Eekhoorn.
De doelgroep is de leeftijd 5 tot 7 jaar. De boekjes zijn geschreven op AVI-5-niveau.

## Inhoud
Oki en Doki zijn twee matrozen op een groot schip die daar en ook buiten het schip avonturen beleven. Oki is klein en dik, terwijl Doki lang en mager is. Ze komen op allerlei plekken in de wereld. Op een gegeven moment vinden ze een schat, waarmee ze een duur huis kopen. Met het geld doen ze allerlei goede dingen.